# Murambi (Karongi)
Murambi è un settore (imirenge) del Ruanda, parte della Provincia Occidentale e del distretto di Karongi.